# Carl-Olof Winén
Carl-Olof Winén, född 22 september 1928 i Vinberg, Halland, död 1 april 2005, var en svensk målare.
Winén var som konstnär autodidakt och genomförde under 1950- och 1960-talet separatutställningar i bland annat Falkenberg, Kungsbacka och Halmstad. Hans konst består av landskapsskildringar och figurmotiv med ett symboliskt innehåll.